# Crombach (Sankt Vith)
Crombach ist ein Dorf in der Deutschsprachigen Gemeinschaft in Belgien und Ortsteil der Stadtgemeinde St. Vith. Crombach zählt 339 Einwohner (Angabe Stand 31. Dezember 2015).

## Geografie
Crombach liegt rund fünf Kilometer südwestlich der Kernstadt Sankt Vith. Die Umgebung des Dorfes ist durch landwirtschaftliches Grünland geprägt. Jenseits der ehemaligen Eisenbahnlinie Libramont–St. Vith, nur rund einen Kilometer südwestlich von Crombach, liegt der Ort Weisten, der bereits zur Großgemeinde Burg-Reuland gehört.

## Geschichte
Crombach wurde 1153 in einem Schreiben des Abtes von Stablo-Malmedy als Grumbach erstmals urkundlich erwähnt. Für das Jahr 1387 ist die Einweihung der neuerbauten Kapelle des Dorfes belegt. 1797 wurden die benachbarten Dörfer Ober-Emmels, Nieder-Emmels, Hünningen, Rodt und Hinderhausen zur Gemeinde Crombach eingemeindet. Diese Gemeinde existierte bis zur belgischen Gebietsreform 1977, als die gesamte Region in der neuen Großgemeinde Sankt Vith zusammengeschlossen wurde.

## Sehenswürdigkeiten

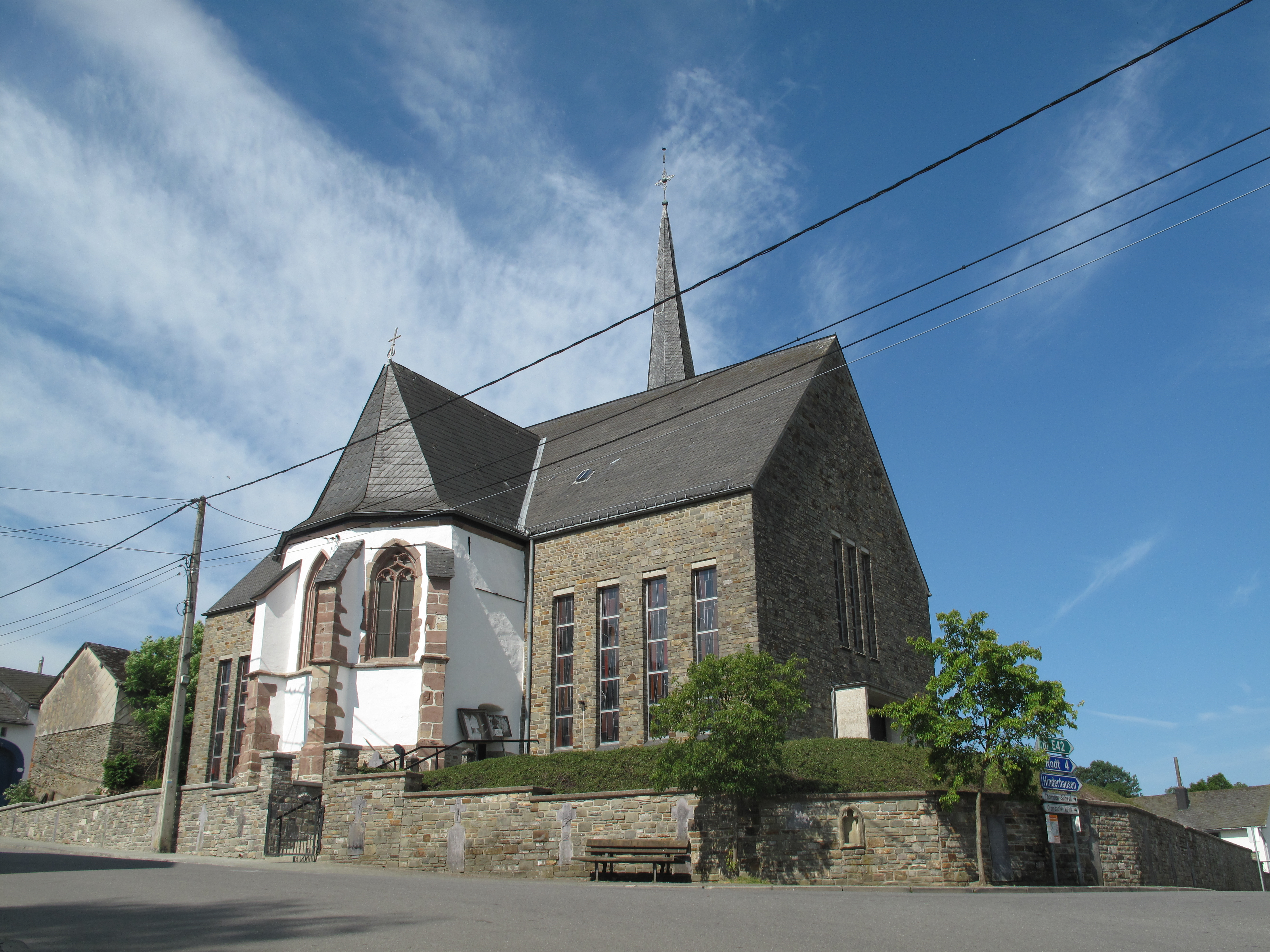
Kirche Sankt Antonius

Die Kirche St. Antonius im Ortszentrum von Crombach ist ein geschütztes Kulturdenkmal.